# Aymée Nuviola
Aymée Nuviola   (l'Havana, 8 de gener de 1973) nom artístic d'Aymée Regla Nuviola Suárez és una cantant cubana, pianista, compositora i actriu, anomenada "La Sonera del Mundo". També és coneguda per haver interpretat Celia Cruz en la telenovela colombiana Celia.

## Guardons
| Any  | Premi  | Àlbum                         | Categoria                   | Ref   |
| ---- | ------ | ----------------------------- | --------------------------- | ----- |
| 2020 | Grammy | A Journey Through Cuban Music | Millor àlbum llatí tropical | [ 2 ] |